# Tirol Raiders 2022
Questa voce raccoglie le informazioni riguardanti i Tirol Raiders nelle competizioni ufficiali della stagione 2022.

## Seconda squadra

### Austrian Football League 2022

#### Stagione regolare
| Telfs 2 aprile 2022, ore 18:00 2ª giornata | Telfs Patriots | 44 – 42 (18-13 6-8 14-7 6-14) referto | Tirol Raiders | Sportzentrum Telfs (1000 spett.) |

| Innsbruck 9 aprile 2022, ore 16:00 3ª giornata | Tirol Raiders | 63 – 70 (21-21 21-21 7-14 14-14) referto | Vienna Vikings | Tivoli-Neu Stadion |

| Traun 30 aprile 2022, ore 16:00 5ª giornata | Traun Steelsharks | 28 – 24 (14-0 0-0 7-14 7-10) referto | Tirol Raiders | Sportzentrum Traun (998 spett.) |

| Innsbruck 7 maggio 2022, ore 18:00 6ª giornata | Tirol Raiders | 0 – 42 (0-14 0-7 0-14 0-7) referto | Danube Dragons | Tivoli-Neu Stadion |

| Mödling 14 maggio 2022, ore 15:00 7ª giornata | AFC Rangers Mödling | 65 – 21 (27-7 14-14 14-0 10-7) referto | Tirol Raiders | Stadion Mödling |

| Innsbruck 28 maggio 2022, ore 18:00 8ª giornata | Tirol Raiders | 21 – 28 (7-7 0-14 7-0 7-7) referto | Prague Black Panthers | Tivoli-Neu Stadion |

| Innsbruck 4 giugno 2022, ore 18:00 9ª giornata | Tirol Raiders | 21 – 36 (7-13 7-3 7-6 0-14) referto | Salzburg Ducks | Tivoli-Neu Stadion |

| Znojmo 18 giugno 2022, ore 19:00 10ª giornata | Znojmo Knights | 55 – 15 (13-0 14-15 7-0 21-0) referto | Tirol Raiders | Městský stadion |

| Innsbruck 25 giugno 2022, ore 18:00 11ª giornata | Tirol Raiders | 24 – 28 (3-7 14-7 0-7 7-6) referto | Graz Giants | Tivoli-Neu Stadion |

| Vienna 2 luglio 2022, ore 18:00 12ª giornata | Vienna Vikings | 69 – 25 (20-7 21-10 14-0 14-8) referto | Tirol Raiders | Footballzentrum Ravelin (1000 spett.) |

### Statistiche di squadra
| Competizione | %Vittorie | In casa | In casa | In casa | In casa | In casa | In casa | In trasferta | In trasferta | In trasferta | In trasferta | In trasferta | In trasferta | Totale | Totale | Totale | Totale | Totale | Totale |
| Competizione | %Vittorie | G       | V       | N       | P       | Pf      | Ps      | G            | V            | N            | P            | Pf           | Ps           | G      | V      | N      | P      | Pf     | Ps     |
| ------------ | --------- | ------- | ------- | ------- | ------- | ------- | ------- | ------------ | ------------ | ------------ | ------------ | ------------ | ------------ | ------ | ------ | ------ | ------ | ------ | ------ |
| Campionato   | .000      | 5       | 0       | 0       | 5       | 129     | 204     | 5            | 0            | 0            | 5            | 127          | 261          | 10     | 0      | 0      | 10     | 256    | 465    |
| Totale       | .000      | 5       | 0       | 0       | 5       | 129     | 204     | 5            | 0            | 0            | 5            | 127          | 261          | 10     | 0      | 0      | 10     | 256    | 465    |

### Statistiche personali

#### Marcatori
| Giocatore    | Ruolo | TD rush | TD recv | TD int | TD p.ret | TD k.ret | TD oth | Xp1 | Xp2 | FG | Saf | Totale |
| ------------ | ----- | ------- | ------- | ------ | -------- | -------- | ------ | --- | --- | -- | --- | ------ |
| Zangerle     |       | 1       | 5       | 0      | 0        | 0        | 0      | 0   | 0   | 0  | 0   | 36     |
| Belici       |       | 0       | 5       | 0      | 0        | 0        | 0      | 0   | 0   | 0  | 0   | 30     |
| Trinkl       |       | 0       | 0       | 0      | 0        | 0        | 0      | 22  | 0   | 2  | 0   | 28     |
| Weed         |       | 3       | 1       | 0      | 0        | 0        | 0      | 0   | 1   | 0  | 0   | 26     |
| Gaes         |       | 1       | 0       | 0      | 0        | 2        | 0      | 6   | 0   | 0  | 0   | 24     |
| Gentili      |       | 1       | 3       | 0      | 0        | 0        | 0      | 0   | 0   | 0  | 0   | 24     |
| Pilger       |       | 0       | 4       | 0      | 0        | 0        | 0      | 0   | 0   | 0  | 0   | 24     |
| Rumetshofer  |       | 0       | 2       | 0      | 0        | 0        | 0      | 0   | 1   | 0  | 0   | 14     |
| Demarbaix    |       | 0       | 2       | 0      | 0        | 0        | 0      | 0   | 0   | 0  | 0   | 12     |
| Rabensteiner |       | 0       | 2       | 0      | 0        | 0        | 0      | 0   | 0   | 0  | 0   | 12     |
| Veider       |       | 0       | 1       | 0      | 0        | 0        | 0      | 0   | 1   | 0  | 0   | 8      |
| ?            |       | 0       | 1       | 0      | 0        | 0        | 0      | 0   | 0   | 0  | 0   | 6      |
| Team         |       | 0       | 0       | 0      | 0        | 0        | 1      | 0   | 0   | 0  | 0   | 6      |
| Narr         |       | 0       | 0       | 0      | 0        | 0        | 0      | 1   | 0   | 1  | 0   | 4      |
| Maiacher     |       | 0       | 0       | 0      | 0        | 0        | 0      | 1   | 0   | 0  | 0   | 1      |
| Summerer     |       | 0       | 0       | 0      | 0        | 0        | 0      | 1   | 0   | 0  | 0   | 1      |

#### Passer rating
| Giocatore | G  | Att | Comp | Int | Yds  | TD | NFL   | NCAA   |
| --------- | -- | --- | ---- | --- | ---- | -- | ----- | ------ |
| Weed      | 10 | 301 | 183  | 9   | 2092 | 25 | 96,93 | 140,61 |
| Maiacher  | 3  | 47  | 22   | 2   | 267  | 1  | 54,12 | 93,04  |
| Zangerle  | 1  | 1   | 1    | 0   | 27   | 0  |       |        |
| Tagwerker | 1  | 1   | 0    | 0   | 0    | 0  |       |        |
| Trinkl    | 1  | 1   | 1    | 0   | 3    | 0  |       |        |